# Pavel Eisner
Pavel Eisner (Paul Eisner, Jan Ort; ur. 16 stycznia 1889 w Pradze, zm. 8 lipca 1958 tamże) – czeski literaturoznawca, językoznawca i pisarz. Tworzył przekłady z szeregu języków (niemieckiego, francuskiego, hiszpańskiego, włoskiego, angielskiego, rosyjskiego, serbsko-chorwackiego, węgierskiego, norweskiego oraz języków orientalnych). 
W latach 1911–1916 studiował germanistykę, slawistykę i romanistykę na Uniwersytecie Niemieckim w Pradze; tytuł PhDr. uzyskał w 1918 roku na podstawie pracy Lessing, Goethe und Schiller in tschechischen Übersetzungen. 
Przedmiotem bogatej pracy tłumaczeniowej Eisnera była literatura niemiecka od końca XVIII wieku do współczesności; zapoznał czeskich czytelników z twórczością głównych przedstawicieli praskiej literatury niemieckojęzycznej (Franz Kafka, Max Brod, Egon Erwin Kisch, Franz Werfel). Tworzył także tłumaczenia z czeskiego na niemiecki, m.in. przekłady wierszy Jaroslava Vrchlického, Antonína Sovy i Otokara Březiny. 